# 源平討魔伝
『源平討魔伝』（げんぺいとうまでん）は、1986年10月、ナムコ（後のバンダイナムコエンターテインメント）が開発したアーケードゲーム。
鎌倉時代の源平合戦を題材にした浄瑠璃『出世景清』をモチーフにしたアクションゲーム。
主人公・平景清が、「ぷれいや」なる異次元の者からの布施により復活して三種の神器を集め、平家の仇敵源頼朝を討ち取るべく鎌倉へと東上する内容となっている。
家庭用はX68000やPCエンジンに移植された他、ファミリーコンピュータではゲームジャンルを変更して発売された。その他、PlayStation用ソフト『ナムコミュージアム VOL.4』にも収録された他、Wiiのバーチャルコンソール、PlayStation 4とNintendo Switchのアーケードアーカイブスでも配信された。
アーケード版は、ゲーム誌『ゲーメスト』の企画「第1回ゲーメスト大賞」（1987年度）にて読者投票により大賞6位。PCエンジン版は『ファミコン通信』内「クロスレビュー」にてゴールド殿堂入り。

## 概要
鎌倉時代の源平合戦を題材にした浄瑠璃『出世景清』をモチーフにしたアクションゲーム。単純な横スクロール系のアクションゲームに留まらない独自の構成がなされており、一般的な横スクロールモード、キャラクターが大きくなるBIGモード、トップビューである平面モードの3つのモードからなる複数のステージで構成されている。
当時としては珍しい純和風の世界観を緻密に表現したグラフィックやサウンドが特徴である。音楽は中潟憲雄、美術は穴田悟が担当。また、この作品を手がけたチームは後に「源平プロ」として、『超絶倫人ベラボーマン』を制作する。
当初はナムコ社内でも非公式に開発が行われ、スタッフはそれぞれ別タイトルの作業を進行し、時間外に開発していた。後に中村雅哉社長（当時）に社内コンペティションで気に入られ、正式に開発許可が下りた。また、アーケード版のデモ画面で版権表示は出ない。
1992年にはPCエンジンにて続編『源平討魔伝 巻ノ弐』が発売。

## ゲーム内容
1185年の壇ノ浦の戦いで戦死した主人公・平景清が、「ぷれいや」なる異次元の者からの布施により復活して義経や弁慶と戦い、三種の神器を集めて平家の仇敵源頼朝を討ち取るべく鎌倉へと東上する内容となっている。

### システム

#### 操作方法とゲームモード
操作には8方向レバーと攻撃ボタンおよびジャンプボタンが使われる。
また、ステージごとに「横モード」「BIGモード」「平面モード」の3つのゲームモードがあり、モードによりアクションが異なる。特にジャンプについては、横モードではボタンを連打することにより高度が延びる他、滞空時間も延びる。BIGモードではジャンプの高さに規定値＋ランダム要素が導入されており、1回のジャンプだけでは取れないアイテムなども登場することがある。平面モードでのジャンプは使用しなくてもクリア可能。
横モード
横モードは通常のサイドビューである。キャラクターやその他敵キャラクターの表示は小さく、落とし穴やトラップが仕掛けられ、一般的なアクションゲームらしい構成となっている。このゲームモードの穴に落ちると、強制的に黄泉というステージに移される。その他、ボーナスステージやだじゃれの国といった隠しステージもある。
BIGモード
BIGモードは基本的にボスとの戦いに用いられ、義経や弁慶などのボスが登場し、決闘に勝利するかごり押し、あるいはボスの下をくぐってボスの右側に出ることにより鳥居までたどり着けばクリアとなる。操作などは横スクロールモードと変わらないが、入力によって攻撃方法が変わる。なお、最終面の鎌倉だけは鳥居がなく、最終ボスである頼朝に勝利しないとクリアにならない。
平面モード
平面モードは他のモードとは大きく異なり、トップビューである。このモードのステージは少なく、長門、京都、越前、武蔵、黄泉のみである。しかしいずれも本作の進行上重要な位置を占め、特に長門、京都、武蔵は鎌倉を目指す上で必ず通ることになる。黄泉は横モードで穴に落ちたときに強制的に移されるステージのため、ゲームクリアまでに何度かこのモードをプレイすることもありうる。また、このモードのジャンプは、敵の上を飛び越えることができないが、平安ステージで壁を乗り越える時やジャンプ中にしか攻撃が当たらない永久パターン防止キャラクターを攻撃する時に使う。

#### ルール
いずれのゲームモードでも、攻撃の基本は武器である日本刀にて敵を斬る。BIGモードではいくつかの斬り方が用意されている。
なお、武器には耐久度および攻撃力を現す、剣○○と表現される数値がある。この値が0を示すと、刀が折れ攻撃力が大幅に低下する。刀が折れる表現はBIGモードのみ。剣の値は紫の玉や剣アイテムを得ると上昇し、「浮遊している小島」「要石（大）」「中ボスの武器」などの破壊できない物、通常では破壊できない「要石（小）」、破壊できるが硬い「狛犬」を切り付けると低下する。
巻物アイテムを取ることにより、横・平面モードでは霞切り、BIGモードでは必殺技「必殺旋風剣」が使用可能となる。三種の神器の一つ「草薙剣」を取ることにより剣の値が低下しなくなる。BIGモードのみ、草薙剣を入手すると剣が光るようになる。
いずれのゲームモードも、マップ中に配置されている鳥居に入るとステージクリアとなり、次のステージに移る。BIGモードでは鳥居は一つしかないが、横モードおよび平面モードのステージでは鳥居が複数あるステージも存在し、鳥居によって行き先のステージが変わる。特に黄泉以外の平面ステージはいずれも鳥居が複数存在し、分岐するルートを選ぶ重要な位置づけとなる。武蔵では最初に現れる鳥居は相模行きのものだが、その奥にある9つの鳥居は大和、伊賀、若狭、黄泉の中からランダムで行き先が決まる。横モードでは苦労して奥の鳥居へ辿り着いても手前の鳥居と行き先が同じであることもあるが、ボーナスステージやだじゃれの国などの隠しステージに行ける場合もある。
終了判定は、ろうそくの本数と長さにより表現される体力がなくなることと、「黄泉の国」にある生死のつづらで死を当てることである。ろうそくの上限値はゲーム開始時5本で、最大10本まで増やせる。ろうそく1本につき体力10。ろうそくは青い玉のアイテムで回復できるほか、ろうそくアイテムを取ると完全回復するうえ、ろうそくの上限値が1本分増える。また、体力が満タンの時に茶の玉を取っても上限値が1（ろうそくの10分の1）増える。ただし、黄泉に落ちた場合はろうそくが2本以下となり、上限値も5本に戻る。ろうそくが残り1本以下になると、表示部分が点滅するとともに、安駄婆が「風前のともし火」と警告して来る。

### アイテム
三種の神器
いわゆる日本神話における「三種の神器」がモチーフであるが、当ゲーム内の設定としては頼朝を倒すための重要なアイテムであり、全て揃えないと頼朝を倒すことができないため、エンディングに到達できない。
八尺瓊勾玉（やさかにのまがたま）
景清が毒の影響を受けなくなる。摂津と伊勢で出現。
八咫鏡（やたのかがみ）
景清が雷と暴風の影響を受けなくなる。越前と越中で出現。
草薙剣（くさなぎのつるぎ）
剣の値が減少しなくなる。信濃で出現。BIGモードでは刀が白く輝くようになる。これがなければ頼朝を討ち取れない。
玉（緑）
銭の値が増加する。最大値は99。主にザコ敵を斬ったときに現れる。
玉（青）
命の値が増加する。ゲージの上限より増えることはない。主にザコ敵のジェネレータを斬り落としたときに現れる。地獄(BIG)モードの骸骨のあばらの部分を破壊した場合にも出現する。
玉（紫）
剣の値が増加する。最大値は99。横モードで骸骨船、龍を、BIGモードで般若、義経、弁慶を倒したときに出現する。お釈迦様が落としてくれる玉の中でも出現率が低く、重要なアイテムである。
玉（茶）
淡路、美作、志摩、佐渡のボーナスステージのみ出現。取ると命のゲージが拡張される。この玉自体には命を回復する作用はない。ただし、アーケード版およびPCエンジン版では命のゲージが満タンの時に取るとゲージがろうそく10分の1分拡張される。
つづら
斬って開けることができる。中には青白い玉（命）、青白い宝（銭）または青灰色の像（剣）が入っている。横モードでは斬る前であればつづらに乗って足場にすることもできる。黄泉の国の閻魔大王のまわりにあるつづらは特殊で、開けると「生」「死」のどちらかの文字が表示される。生であれば直前のステージへ戻れるが、死の場合は即ゲームオーバーとなる。しかも、何度も黄泉に落ちることで「生」のつづらは引くたびに数が減り、最終的にはどのつづらを開けても「死」しか出なくなってしまう。
巻物（BIGモード以外）
ほとんどのステージで出現する。景清の姿が点滅し、剣から衝撃波を放つことができる。剣の値が高いほど、より多く、より遠く放つことができる。剣の威力が増加し、通常では斬れない、弾むタイプ・左右に進むタイプ両方の小要石やムカデなども斬ることができる。ただし小要石など、通常で斬ってしまうと剣の値が下がる対象物に対しては、衝撃波で斬ったとしても同じ確率でデメリットがある。PCエンジン版ではナムコ直営バージョン以外のアーケード版やモバイル版とは異なり、衝撃波を当てても剣の値が下がらず、衝撃波は要石（大）、つづらにも当たる。また大要石は破壊できないが、衝撃波を利用してつづらを開けることもできる。
巻物（BIGモード）
剣を握った右腕を高速で回転させる「必殺・旋風剣」が発動する。この状態では剣が全てを貫通するため威力は絶大であるが、出現数は少ない。
米俵
銭10と引き替えに命を10回復。
剣
銭10と引き替えに剣の値を3増加。
地蔵
銭10と引き替えに徳（得点）を500得る。地蔵は触れても無くならない。
ろうそく
命を回復（無料）。最大本数まではろうそく1本分ゲージ拡張も含む。
スペシャルフラッグ、ホブリン、ギャルボス、スーパーカー
徳が増える。
なお、スペシャルフラッグは『ラリーX』から登場したナムコ隠れキャラの代名詞的存在、ホブリンは『リブルラブル』に登場した敵キャラクター、ギャルボスは『ギャラクシアン』に登場した初期配置で最上段にいる敵キャラクターである。
菖蒲
横モードのみに登場するアイテム。摘むと「愛」のテロップがあがる。ゲーム進行に一切影響しない。

### その他
- タイトルロゴは、中村雅哉社長（当時）が自ら書いたものである[3]。
- アトラクトデモで『平家物語』の冒頭部分が表示されるが、「祇園精舎（土が士）の鐘の音（声であることが多い）」と書かれている。
- 本作の稼動開始は1986年の10月だが、それより半年以上前となる同年3月に発売されたナムコのゲームミュージックアルバム『ビデオ・ゲーム・グラフィティ』に、本作のBGMが収録されている。また、映像作品『ナムコの伝説』には開発中バージョンのゲーム映像が収録されている。
- キャラクターボイスにはナムコ作品としては初めてプロの声優を起用した作品である。多彩なボイスを収録するため、システム86基板に専用のROMを載せて対応している。
- ハイスコアのランキングによりつく称号は上から、天帝→地帝→人帝→摂政→関白→大納言→中納言 の順である。ネーム入れではひらがなで登録することになるが、終了後にはそれぞれの文字が当て字で変換される。例としてデフォルトでは「加計゛鬼与（かげきよ）」「与理止毛（よりとも）」「与死津根（よしつね）」「辺゛運計位（べんけい）」が登録されている。何も入力しなかったり「あああああああ」などと入力すると自動的に「ナムコ」をかけた名前の「名無子」になる。
- 本作では、特定の面に戻れる鳥居も存在し永久パターンも可能なことから、得点（徳）がゲーム進行において意味がないためハイスコアアタックは盛り上がらなかったが、その反面、低い得点でクリアする事の方が難しいため、一種の縛りプレイである低得点クリアを目指す「ロースコアアタック」が注目された[注釈 2]。
- 頼朝を倒すと「わが魂は不滅じゃ」との声を残し消滅する。同時に、元々死者である景清は目的を果たした後に桜の花びらとなり、風に舞い散り露と消える（『平家物語』冒頭句より）。そして、桜舞い散る富士を背景に結びとして文章が流れる。このとき流れる文面には急死したナムコのプログラマーである深谷正一へのレクイエムとしての意味合いが込められているという（PCエンジン版のエンディングではカットされている）。クリアー時に流れるエンディングシーンの花吹雪は「上から下」と「下から上」の2通りある。移植の場合はどの設定を移植として選ぶかによる。
- ゲームには使用されていないステージがいくつかROM内に収録されており、ディップスイッチB-5をオンにするとゲームスタート時に画面に表示される数字を選ぶことで任意のステージを選択できる。PS版『ナムコミュージアムvol.4』でも再現されている。未使用ステージでは移動できなかったり、足場が一切無く黄泉に落ちてしまうしかない国もある。これらのステージの概要は電波新聞社から発売されたムック『オールアバウトナムコII』やそれらを再編集した『namco名作ゲーム集』の『源平討魔伝』の攻略記事に掲載されている。
- 初作ではプロモーションビデオが制作されており、当時若手の映像クリエイターであった雨宮慶太が監督として参加している。その後、ナムコと雨宮は『未来忍者』で再び組むこととなる。このプロモーションビデオはショートバージョンが『ナムコミュージアムVol.4』に収録されている[注釈 3]。
- 『太鼓の達人』に、『源平討魔伝』のBGMメドレーをアレンジした「KAGEKIYO〜源平討魔伝メドレー〜」と「SHOGYO MUJO」が収録されている。『リッジレーサーV』に、『源平討魔伝』のBGMメドレーをアレンジした「SAMURAI ROCKET」が収録されている。2007年ファッションブランドMARS16よりオフィシャルTシャツがリリースされた。

## 設定

### ストーリー
一一九二年、闇は来たれり。闇の源を頼朝といふ。頼朝、あまたの魔族を率いて地を征す。対せし平家の者ことごとく討たれ、壇ノ浦に沈みたり。天帝、世の乱れを大いに憂い、三途の川の渡守安駄婆に命じて、平家の亡者よりひとりの豪の者を選ぶ。その名を景清といふ。景清、ぷれいやなる異世界の者の布施により、地獄よりよみがえりたり。

### ステージ構成
| No. | ステージ名 | ルート | モード | ボス       | アイテム   | 備考                                                     |
| --- | ---------- | ------ | ------ | ---------- | ---------- | -------------------------------------------------------- |
| 1   | 地獄       | 共通   | 横→BIG | 骸骨       |            |                                                          |
| 2   | 長門       | 共通   | 平面   |            |            | 石見、周防、豊前への分岐点がある                         |
| 3   | 石見       | 上     | BIG    | 義経       |            |                                                          |
| 4   | 出雲       | 上     | 横     |            |            |                                                          |
| 5   | 伯耆       | 上     | BIG    | 弁慶       |            |                                                          |
| 6   | 因幡       | 上     | 横     |            |            |                                                          |
| 7   | 但馬       | 上     | BIG    | 琵琶法師   |            |                                                          |
| 8   | 丹後       | 上     | 横     | 龍         |            |                                                          |
| 9   | 周防       | 中     | BIG    | 義経       |            |                                                          |
| 10  | 安芸       | 中     | 横     |            |            |                                                          |
| 11  | 備後       | 中     | BIG    | 弁慶       |            |                                                          |
| 12  | 備中       | 中     | 横     |            |            |                                                          |
| 13  | 美作       | 中     | 横     |            |            | ボーナスステージ                                         |
| 14  | 豊前       | 下     | BIG    | 義経       |            |                                                          |
| 15  | 豊後       | 下     | BIG    |            |            |                                                          |
| 16  | 伊予       | 下     | BIG    | 弁慶       |            |                                                          |
| 17  | 讃岐       | 下     | 横     |            |            |                                                          |
| 18  | 備前       | 共通   | BIG    | 琵琶法師   |            |                                                          |
| 19  | 淡路       | 共通   | 横     |            |            | ボーナスステージ                                         |
| 20  | 播磨       | 共通   | 横     | 龍         |            |                                                          |
| 21  | 摂津       | 共通   | 横     |            | 八坂瓊勾玉 | 駄洒落の国                                               |
| 22  | 丹波       | 共通   | 横     |            |            |                                                          |
| 23  | 山城       | 共通   | BIG    | 義経       |            |                                                          |
| 24  | 京都       | 共通   | 平面   |            |            | 若狭、近江、大和への分岐点、またこれ以降黄泉からの脱出点 |
| 25  | 若狭       | 上     | BIG    | 義経       |            |                                                          |
| 26  | 越前       | 上     | 平面   |            | 八咒鏡     |                                                          |
| 27  | 加賀       | 上     | BIG    | 義経       |            |                                                          |
| 28  | 越後       | 上     | 横     |            |            |                                                          |
| 29  | 佐渡       | 上     | 横     |            |            | ボーナスステージ                                         |
| 30  | 越中       | 上     | 横     |            | 八咒鏡     | 駄洒落の国                                               |
| 31  | 上野       | 上     | BIG    | 弁慶       |            |                                                          |
| 32  | 伊賀       | 中     | BIG    | 弁慶       |            |                                                          |
| 33  | 近江       | 中     | 横     |            |            |                                                          |
| 34  | 美濃       | 中     | BIG    | 義経       |            |                                                          |
| 35  | 信濃       | 中     | 横     | 三首竜     | 草薙剣     |                                                          |
| 36  | 甲斐       | 中     | BIG    | 弁慶       |            |                                                          |
| 37  | 大和       | 下     | BIG    | 義経       |            |                                                          |
| 38  | 伊勢       | 下     | 横     |            | 八尺瓊勾玉 |                                                          |
| 39  | 志摩       | 下     | 横     |            |            | ボーナスステージ                                         |
| 40  | 尾張       | 下     | BIG    | 義経       |            |                                                          |
| 41  | 三河       | 下     | 横     |            |            |                                                          |
| 42  | 遠江       | 下     | BIG    | 弁慶       |            |                                                          |
| 43  | 駿河       | 共通   | 横     |            |            |                                                          |
| 44  | 武蔵       | 共通   | 平面   |            |            | 相模へ行く他、若狭、近江、大和への逆戻りが可能           |
| 45  | 相模       | 共通   | BIG    | 弁慶、義経 |            |                                                          |
| 46  | 鎌倉       | 共通   | BIG    | 頼朝       |            | 最終面                                                   |
| 47  | 黄泉       | 共通   | 平面   |            |            | 横モード面の穴に落ちた時に飛ばされるステージ             |

## 登場人物
景清
本作の主人公。平家きっての剛の者と謳われるが、魔族を率いる頼朝の前に、壇ノ浦にて討たれる。しかし、魔族の跋扈する世を憂う天帝の命の下、三途の川の渡し守「安駄婆（あんだあばあ）」の手引きとぷれいやなる異次元の者の布施によって地獄から甦る。地獄から甦った景清は、夜叉の如き形相と真紅の豊かな長髪をなびかせ、壇ノ浦のある長門を皮切りに行く手を阻む魔物や中ボスである義経・弁慶らを倒しつつ諸国を巡り、京都を経由して頼朝の本拠地である鎌倉を目指す。

BIGモード時で剣を振るう時に「とう!」「ふんっ!」などと掛け声をあげる、黄泉に落ちる時に「わあぁぁぁぁー」と叫ぶ、他にBIGモード時で巻物を取った時に「必殺・旋風剣! いやあぁぁぁぁ!」と喋る。
頼朝を倒すと、目的を達成した景清も倒れ、桜の花びらとなって散ってゆく。
『巻ノ弐』では回数ないし時間制限はあるものの剣術の種類が増え、アクションも追加された。頼朝を倒すと天界に還り、再び永遠の眠りに就く。
頼朝
源氏一門の総大将。魔族に魂を売り渡したことにより、人知を超えた力を得る。そして、魔族を率いて平氏を駆逐し、1192年に日本を統一した。以後、世は魔族が跋扈することになる。
本作の最終目標（最終ボス）であり、最終ステージである鎌倉にて景清を待ち受ける。容姿は笏を手に戴冠した通俗上よく知られた姿だが、景清に切りつけられることにより、「戯れは終わりじゃ」の台詞とともに悪魔のような顔になり、次は第2段階の姿を石像にしたような姿へと3段階変化する。攻撃方法は雷と竜巻だが、三種の神器の一つ「八咫鏡」を所持していれば無力化できる。第2段階の姿になると、笏からビームのようなものを発射してくる。倒すためには三種の神器をすべて所持していなければならない。神器が欠けていると頼朝の体力がループして0にならず、ゲームクリアは不可能となる。戦闘開始時の頼朝の台詞は三種の神器をすべて揃えていれば「敵ながらあっぱれ」だが、そうでない場合は「まだ若いのぅ」（PCエンジン版では「戯れは終わりじゃ」）となる。撃破すると「我が魂は不滅じゃ」の台詞を残して消滅する。
また、最終ボスであるが一部のステージで永久パターン防止キャラクターとしても登場する。特にだじゃれの国（摂津、越中）では、最初の鳥居を通らずに、だじゃれの「いくのはやみろ」の警告を無視して進むと「わらってよりとも」のテロップとともに、高笑いと「戯れは終わりじゃ」と言いながら画面いっぱいに登場する。手にした「死」と書かれた笏で景清を攻撃する。なお、この場合はこちらから攻撃することはできない。だじゃれの国では最初の鳥居を通れば登場しないが、因幡では通常の敵キャラクターとして必ず登場する。
モデルは鎌倉幕府の創始者である源頼朝。
『巻ノ弐』では3つの姿を持ち、第1形態は容姿・行動パターン共に初代の頼朝と変わらない。第2形態はイメージイラストと同様の鎧武者の姿となり、斬撃と落雷で攻撃する。第3形態は青い鬼火のような怨霊の姿となり、稲妻と青い霧状の物体を撒き散らす。青い物体は斬ると毒キノコに変化する。
魔族に魂を売り渡しているので、顔つきが人間ではなくなり既に人としては死んでいる。
義経
頼朝に仕える武士。尖兵として景清に襲い掛かる。本作の中ボスとして、景清の前に立ちはだかる。
攻撃方法により2つのタイプがあり、どちらも甲高い声で「ひょう!」と奇声を上げ、小柄（ナイフに似た投擲用の刃物）を投げつつ一定の間合いを取るタイプと、「殺して進ぜよう」の掛け声とともに登場した後、「ほほほほほほほ」と奇妙な姿勢で舌を出しながら高笑いし空中回転しながらの斬撃や突きで攻撃してくるタイプがある。義経の剣と景清の剣が打ち合うと、剣の値が減少することがある。倒すと紫の玉を落とす。ともに弱点は頭部。倒さなかった場合、剣の玉は得られないが、それ以外の特別なペナルティはない。撃破すると「ぎょえー」と断末魔を上げ地面に沈んでいく。景清を倒した時は「のほほほほほほ」と笑う。
モデルは頼朝の弟である源義経。
『巻ノ弐』では空中回転するタイプのみ登場するが、小柄も使える。バク転のアクションが追加され、空中回転中は無敵になっている。また、牛若丸の姿で笛を吹きながら登場し変身する演出と、撃破すると吹き飛ばされる演出が追加されている。
弁慶
義経とともに景清を待ち受ける頼朝の手下。巨躯の僧兵。
義経と同じく中ボスである。攻撃方法はステージによって異なり、「ばかめ」の掛け声と共に登場し鉄球を投げつけてくるタイプと、鉄球のついた杓丈を振り回してこちらにむかってくるタイプの2種類が存在。PCエンジン版を除き、弱点は頭部。投げつけてくる鉄球や手につけている篭手と景清の剣が打ち合うと、景清の剣の値が減少する。倒すと紫の玉を落とす。終盤で義経と2体同時に登場する。なお、現在においては一般的になった大型キャラクターの先駆けでもあり、当時は衝撃的なキャラクターとして高い人気があった。倒された際、前者は「これで勝ったと思うなよ」、後者は「今に見ておれ」の捨て台詞をはきながら地面に沈んでいく。PCエンジン版は、どちらも「これで勝ったと思うなよ」である。
モデルは義経の郎党である武蔵坊弁慶。
『巻ノ弐』では、武器が巨大な薙刀に変更されている。また体力が減少すると鉄球を投げつけてくるようになる。倒された際は「弁慶の立ち往生」が再現される。
安駄婆
三途の川の渡し守。天帝の命により景清を復活させる。読み方は「あんだあばあ」であり、アンダーバーをもじっている。クレジット〈お金〉を入れた時や黄泉で銭を払って復活したときには「ありがたや」と感謝の意を、山城から京都へ向かう時には「先は長い」、駿河から武蔵へ向こう時に「あとわずか」と声援をくれるほか、ゲーム終了後に進行度によって評価のコメント（「情けなや」「お前の力はそんなものか」「見所のある奴じゃ」「今一歩じゃったのう」）をくれる。途中でゲームオーバーとなり、コンティニューしなかった時は「諸行無常よのう」と喋る。
他にもその国（ステージ）のスタート地点、ゴール地点より先に行こうとすると「行き止まりじゃ」、ライフのろうそくが残り1本以下になると「風前のともし火」、時間がかかり過ぎて永久パターン防止キャラクター登場間際には「気をつけなされ」、黄泉へ落ちると「愚か者!」と言う。
PCエンジン版（『巻ノ弐』含む）では一部のボイスが削除されている。
なお、プレイステーションソフト「ナムコミュージアムアンコール」のメモリーカードコンテンツにてワンダーモモのキャラとの共演を果たしている。
天帝
頼朝たち魔族による世の混乱を憂い、安駄婆に命じて景清を甦らせた。設定のみでゲームには登場しない。
閻魔大王
黄泉の国にて景清を待つ神。生のつづらを開けると景清を復活させてくれるが、死のつづらを開けるとその場でゲームオーバーとなる。京都以前なら元の国へ、京都以降なら京都での再開となる。生のつづらは当初2分の1の確率だがゲームプレイ時間と共に減少し、最終的にはどれを開けても死となる。また、つづらを開けなくとも、ステージ途中にある血の池に、（剣の値70未満で）銭70以上を持った状態で入れば、所持金全額と引き替えに京都での復活となる（この際「じごくのさたも銭しだい」とのテロップが出る）。この血の池での復活もプレイ時間により受けられなくなる（PCエンジン版を除く）。
お釈迦様
ボーナスステージである美作、淡路、志摩、佐渡で登場。アイテムの玉を景清に大量に降らせる。4種類の玉の比率は緑（銭）、青（命）、茶（ゲージ拡張）、紫（剣）の順である。動きは非常に素早く、動く方向はランダム。
魔人
横モードのみに登場する敵キャラクター。耐久力が高く、普通の攻撃では苦戦を強いられるが、衝撃波を胸に当てれば一撃で倒せる。タイミングにより足元をすり抜けることもできる。容姿は大魔神そのもので一種のジョーク・キャラクター。
『巻之弐』ではボスに昇格。
骸骨
地獄（BIGモード）で出現。「色即是空」「空即是色」「一切苦厄」というテロップが現れる。テロップの文字にかかわらず、音声は「色即是空」である。事実上はオープニングボスのようなもので、強力な剣を持っており、打ち合うと景清の剣の値が減少することがある。倒したとき全身の骨が散乱するが、これに当たるとダメージを受ける。あばらの部分を狙ってダメージを与えて倒すと骨が散乱せず、青い玉を落とす。命を10（PCエンジン版では2）回復、散乱した場合も消える前に落ちているあばら骨を素早く斬れば玉を出すことが可能。骸骨に向かって飛びかかると、骸骨の体勢によっては空中で弾かれて、骸骨より先に着地することができ、そのまま鳥居に進むとクリアとなる。骸骨がジャンプしてきた時に直進すれば下をくぐることもできる。倒さなかったとしても何らペナルティはない。
地獄（小モード）にも骸骨が現れるが、これはザコ敵のひとつで「槍骸骨」と呼ばれる。槍を攻撃すると景清の剣の値が減少することがある。槍を伸ばしている時に攻撃すると槍が無くなる。
琵琶法師
備前、但馬で登場。琵琶を弾きながら「南無阿弥陀仏（実際には「なむあみだぶつ」の「つ」がないが、プレイヤーにはごわごわごわと聞こえる）」と唱え、『鳥獣戯画』に描かれた形のウサギとカエルを放つ。ウサギとカエルに接触するとダメージを受ける。ウサギとカエルを斬ると毒キノコに変わる。一定時間が過ぎると「さらばじゃ」のテロップと共に去る。景清が前進すると琵琶法師は後退していくため、通常倒すことはできないが、衝撃波をうまく利用すればバグ的な裏技で倒すことができる。PS版『ナムコミュージアムVol.4』では琵琶法師を倒した回数が評価対象の一つになっている。PCエンジン版では一切倒す手段はなく一定時間が経過するまでウサギとカエルを倒し続けるしかない。
『巻之弐』にも登場するが、こちらは普通に攻撃して倒す事ができる。
平安京エイリアン
京都のみ出現。3D的な表現で描写されている。景清はつるはしを持っていないため穴に埋めることはできないが、普通に倒すことは可能。餓鬼のジェネレータから出現する。ジェネレータ自体も破壊可能。
鬼姫
平安京（羅城門の内側）、越前で登場。十二単におすべらかしの髪の姿。景清を捕らえようと寄って来る。簡単に倒せ、ダメージは受けるが振り払ってもよい。斬ると「キャーッ」と絹を裂くような、または「ダメ」「いや〜ん」という悲鳴を上げて倒れる。捕まると「離しませぬぞおぉぉ」と声を出す。なお、ゲーム中では常に後ろを向いているため、顔を見ることはできないが、オフィシャルイラストでは正面を向いており、名前の通り鬼のような顔をしている。
『巻之弐』ではボスに昇格し、登場する際に朱色の蝶から姿が変わる演出が追加され、「お前の命、わらわにおくれ」と喋る。撃破すると「わらわこそ美しい」の台詞と共に蝶の姿へ戻り消滅する。
風神、雷神
小モードにて登場。それぞれ因幡と讃岐で景清と戦う。どちらも日本画をモチーフしているが、風神は口が伸びひょっとこのようなコミカルな顔になっている。雷神はプレイヤーの近くに来て雷を落とし、風神は周りを回りながら風の文字を飛ばしてくる。
竜
小モードにて登場。追尾機能のある炎と体当たりで攻撃する。頭部が弱点で、胴を切ると剣の値が減少する。丹後、播磨に登場するタイプは空中を高速で飛び回っており、足場として使うことも可能。頭部が弱点。信濃では3つ首の竜が登場し、草薙剣を守っている。3つ首竜はその場から移動しないが、それぞれの首が独立しており、全て倒す必要がある。両者共に倒すと紫の玉を落とす。3つ首竜はタイミングにより倒さずに草薙剣だけを取って足元をすり抜けることもできる。
鳥
鷹とも鳶とも。安駄婆の「気をつけなされ」の警告とともに登場する永久パターン防止キャラクター。モードによって姿が異なる。なお、讃岐では通常の敵キャラクターとしても登場する。非常に攻撃力が高く触れただけで大きなダメージを受ける。ただし、景清の剣力が高い場合は一撃で倒すことができ、わざと出現させて点数や銭稼ぎをすることが可能になる。

## 他機種版
| No. | タイトル                                      | 発売日                                | 対応機種                                                 | 開発元                    | 発売元         | メディア                                        | 型式                             | 売上本数 | 備考                       |
| --- | --------------------------------------------- | ------------------------------------- | -------------------------------------------------------- | ------------------------- | -------------- | ----------------------------------------------- | -------------------------------- | -------- | -------------------------- |
| 1   | 源平討魔伝                                    | 1988年4月                             | X68000                                                   | マイコンソフト            | 電波新聞社     | 5"-2HDフロッピーディスク                        | 3205004                          | -        |                            |
| 2   | 源平討魔伝                                    | 1988年10月21日                        | ファミリーコンピュータ                                   | ナムコ                    | ナムコ         | 1.5メガビットロムカセット                       | NAM-GT-4900                      | -        | 別ジャンルでのリメイク作品 |
| 3   | 源平討魔伝                                    | 1990年3月16日                         | PCエンジン                                               | ナムコ ナウプロダクション | ナムコ         | 4メガビットHuCARD                               | NC90001                          | -        |                            |
| 4   | ナムコミュージアム VOL.4                      | 1996年11月8日 1997年6月30日 1997年8月 | PlayStation                                              | ナムコ                    | ナムコ         | CD-ROM                                          | SLPS-00540 SLUS-00416 SCES-00701 | -        | アーケード版の移植         |
| 5   | ナムコミュージアム VOL.4 PlayStation the Best | 1999年10月28日                        | PlayStation                                              | ナムコ                    | ナムコ         | CD-ROM                                          | SLPS-91161                       | -        | 廉価版                     |
| 6   | ULTRAシリーズ 源平討魔伝                      | 2002年2月1日                          | Windows                                                  | ナムコ                    | メディアカイト | CD-ROM                                          | MKW-219                          | -        | アーケード版の移植         |
| 7   | 源平討魔伝                                    | 2004年9月17日                         | 900i専用 （iアプリ）                                     | ナムコ                    | ナムコ         | ダウンロード （アプリキャロットナムコ）         | -                                | -        |                            |
| 8   | 源平討魔伝                                    | 2006年6月1日                          | BREW対応端末 （EZアプリ）                                | バンナム                  | バンナム       | ダウンロード （ナムコEZゲームス）               | -                                | -        |                            |
| 9   | 源平討魔伝                                    | 2007年10月2日                         | Wii                                                      | バンナム                  | バンナム       | ダウンロード （バーチャルコンソール）           | -                                | -        | PCエンジン版の移植         |
| 10  | 源平討魔伝                                    | 2009年3月31日                         | Wii                                                      | バンナム                  | バンナム       | ダウンロード （バーチャルコンソールアーケード） | -                                | -        | アーケード版の移植         |
| 11  | ナムコミュージアム VOL.4                      | 2013年12月11日                        | PlayStation 3 PlayStation Portable (PlayStation Network) | バンナム                  | バンナム       | ダウンロード （ゲームアーカイブス）             | -                                | -        | アーケード版の移植         |
| 12  | 源平討魔伝                                    | 2021年10月7日                         | PlayStation 4 Nintendo Switch                            | ナムコ                    | ハムスター     | ダウンロード (アーケードアーカイブス)           | -                                | -        | アーケード版の移植         |

X68000版
- 1988年発売。移植は電波新聞社が担当。PCMを全てスタジオで録り直しされており、またコンフィグレーション・モードでステージセレクトをONにすると、チビキャラクターの景清で全てのボスキャラクターと戦うオリジナル面が遊べるなど、通常では行けないステージ（14,16,24,25,26,39,40,45,55,56）へ行くことができる。

ファミリーコンピュータ版
- 「ナムコット ファミリーコンピュータゲームシリーズ」第45弾として発売されるが、アーケード版とは全くの別物となり、RPGとボードゲームのルールが混在したシステムとなった。最大4人までプレイ可能。アーケード版ではポスターなどのイラストでしか見られなかった「正体を現した頼朝」のデザインは、本作で初めてゲーム中に採用された。
- アーケード版と大きく異なるこの仕様となった理由については、ナムコ発行の機関誌『月刊NG』'88年7月号に掲載された篠崎雄一郎の談話にて、「最初にファミコン用ボードゲームソフトの企画が立ち上げられ、後から『源平』の世界観がこれに流用された」と語られている。

PCエンジン版
- アーケード版の売りであったボイス、大型キャラクター、3重スクロールは当時の家庭用ゲーム機としてはかなり忠実に再現している。ただし常にスプライトがPCエンジン本体の限界近くまで表示されておりステージによっては相当チラつきが激しくなる場面がある。また本体音源の性能差によりBGMの音色はアーケード版を再現できていない他、体力・剣力メーターなどの画面レイアウトや弁慶の弱点変更、さらには敵のアルゴリズムが異なるためアーケード版の攻略パターンが使えないといった差異がある。

その他の移植版。
- Windows版。
- プレイステーション版

『ナムコミュージアム Vol.4』
1996年11月8日。アーケード版の移植。業務用を忠実に再現している。
- バーチャルコンソール

2007年10月2日。PCエンジン版。2019年にバーチャルコンソールサービス終了に伴い配信を終了した。
- バーチャルコンソールアーケード

2009年3月31日。アーケード版の完全移植。
- アーケードアーカイブス

2021年10月7日。アーケード版の完全移植。基板で発生する仕様外挙動再現のオンオフが可能。

## 開発
本作の脚本、音楽を担当した中潟憲雄によると、ファミリーコンピュータ用ソフトの音楽を多数手掛けていた中潟は、自ら企画したゲームを制作したいとの欲求から大久保良一、高橋由鬼夫を集めて3人のプロジェクトを組むことを決定した。しかし、ナムコ社内でも非公式のプロジェクトであったため、予算も開発機材も与えられない中、綱島のナムコのサービスセンターに捨ててあった基板を持ち出し、勤務外の時間に会社に泊まり込むような形で制作を進めていった。
本作のプロトタイプが出来上がった頃に、社内で発表したところ好評を得たため、当時社長であった中村雅哉の前でプレゼンを行うこととなった。中村は本作をとても気に入り、すぐに開発コードと予算を与えられ正式に開発が始まった。しかし、社内では風当りが強いとの助言を得た開発陣は、ナムコ本社近くのビルの一室で作業を進めていく。
その後、大久保が日本史のパロディを作りたいと要望したことから、日本を東西に分けて戦った「源平合戦」をテーマに製作することが決まり、別の部署でデザインを担当していた穴田悟を半ば強引にプロジェクトに参加させた。穴田は自転車で事故を起こし、生死を彷徨っている最中に自らの唾液や鼻の油などを使用して執念で絵を描き、それを見た開発陣の中でビジュアル設定や世界観が固まり始める。
また、本作の主人公を決める際に、源義経ではありきたりで面白くないと判断した一同は、穴田からの「今回のテーマは怨念だよ」との一言を聞き、「怨念」をテーマに主人公を探し始める。その時に高橋由鬼夫が人形浄瑠璃の演目である『出世景清』を見つけ出したことから主人公とテーマが定まった。
本作で中潟は映画製作に参加していたこともあり、喋ることに拘った結果、システム基板に音声合成用の拡張ロムを搭載することになり、プロの声優を起用して音声を収録した。出演者については公表されていない。

## スタッフ
アーケード版
- 制作：大久保良一
- 脚本：高橋由鬼夫、大久保良一、中潟憲雄
- 美術：阿部信彦、高橋由鬼夫、穴田悟
- 音楽：中潟憲雄
- 題字：中村雅哉

X68000版
- 製作：大久保良一
- 脚本：高橋由鬼夫、大久保良一、中潟憲雄
- 美術：阿部信彦、高橋由鬼夫、穴田悟
- 音楽：中潟憲雄
- 移植：とん兵衛（中川徹）
- 協力：なにわ、てっどごうれむ
- 音響：とん兵衛（中川徹）
- 遊技：山下章、手塚一郎、遊遊永田、土田康司、大塚とも子

PCエンジン版
- 監修：じぇい じぇい、たっきい
- 制作：やっぴい あさきち、しるきい（篠原伸之）
- 美術：はろ七〇〇〇、たーきーおはる (H.Chatani)
- 音響：あらびん、かげきとし（前川征克）
- おまけ：あなぼう、うみ たいちゃん（ながやまたいじ）

## 評価
アーケード版
- ゲーム誌『ゲーメスト』の企画「第1回ゲーメスト大賞」（1987年度）で、読者投票により大賞6位を獲得している[19]。その他に、ベストエンディング賞で3位、ベスト音声合成賞で1位、ベストグラフィック賞で3位、ベストキャラクター賞では本作の主人公である平景清が3位を受賞している[19]。

- 1991年に刊行されたゲーメストムック『ザ・ベストゲーム』において、それまでの全アーケードゲーム作品を対象とした読者投票では第12位を獲得、同誌では「源平討魔伝は人形浄瑠璃の『出世景清』をベースに製作された、ナムコの純和風アクションゲームである。その洗練された世界観に魅了されたゲーマーは多く、不朽の名作として名が高い」、「主人公である景清はもちろん、義経や弁慶といった巨大なキャラクターが画面せましと暴れる姿は当時としては衝撃的であった。（中略）忘れてはならないのが、強烈なインパクツを持つキャラクターたちを引き立たせる、芸術的なセンスで組み立てられた音楽や舞台設定である」と評されている[1]。

ファミリーコンピュータ版
- ゲーム誌『ファミコン通信』のクロスレビューでは7・6・8・6の合計27点となっており[17]、レビュアーの意見としては「ゲーム進行が事務的で、単調」、「ふたり以上で遊べばけっこう楽しめる」などと評されている[17]。

- ゲーム誌『ファミリーコンピュータMagazine』の読者投票による「ゲーム通信簿」での評価は以下の通りとなっており、21.90点（満30点）となっている[6]。

| 項目 | キャラクタ | 音楽 | 操作性 | 熱中度 | お買得度 | オリジナリティ | 総合  |
| 得点 | 3.83       | 3.47 | 3.61   | 3.61   | 3.61     | 3.85           | 21.90 |

PCエンジン版
- ゲーム誌『ファミコン通信』のクロスレビューでは8・8・9・7の合計32点でゴールド殿堂入りを獲得[18][20]、レビュアーからの肯定的な意見としては、「全体の完成度は高い」、「X68000版に劣らないキレイなグラフィックがグー」、「どうやって移植したのか不思議なくらい、原作の味を損なわない移植がされている」、「よくここまで移植したなぁ、というのが正直な感想」などと評されているが、否定的な意見としては「一番気になるのは刀の動作一連の操作性。ちょっと鈍い感じなんだよね。そのせいか、ゲームが若干難しくなってるようだ」、「惜しむべきは、サウンドと操作感覚。アーケード版で培った技が通用しないってのは、ちょっと悲しい」などと評されている[20]。

- その他のゲーム誌では、『月刊PCエンジン』では85・90・90・95・90の平均90点、『マル勝PCエンジン』では9・8・8・8の合計33点（満40点）、『PC Engine FAN』の読者投票による「ゲーム通信簿」での評価は以下の通りとなっており、24.57（満30点）点となっている[7]。また、この得点はPCエンジン全ソフトの中で24位（485本中、1993年時点）となっている[7]。

| 項目 | キャラクタ | 音楽 | 操作性 | 熱中度 | お買得度 | オリジナリティ | 総合  |
| 得点 | 4.38       | 4.26 | 3.91   | 4.15   | 3.88     | 3.99           | 24.57 |

## 客演作品
NAMCO x CAPCOM
2005年5月26日発売のシミュレーションRPG。
平景清（声：置鮎龍太郎）がプレイアブルキャラクターとして登場。『妖怪道中記』のたろすけとペアを組んでいる。
このほか頼朝（声：大塚明夫）、義経（声：千葉一伸）、弁慶（郷里大輔）や『巻ノ弐』の義仲（声：野中秀哲）など、多数の敵キャラクターが登場する。
テイルズ オブ エターニア
景清像が登場。